# سيمون بارنز
سيمون بارنز (بالإنجليزية: Simon Barnes)‏ هو صحفي بريطاني، ولد في 1951 في برستل في المملكة المتحدة.

## وصلات خارجية
- الموقع الرسمي